# Воскресенское (Гатчинский район)
Воскресе́нское — село в Гатчинском муниципальном округе Ленинградской области.
В селе располагалась церковь Вознесения Христова, в которой венчались родители А. С. Пушкина.

## История
В 1718 году владелец мызы Суйда граф Апраксин построил здесь первую деревянную церковь во имя Воскресения Христова.
В мае 1759 года у его внука мызу с приписанным к ней селом Воскресенским купил А. П. Ганнибал — прадед А. С. Пушкина.
По ревизским сказкам 1795 года село Воскресенское было вотчиной Ганнибалов и принадлежало Ивану Абрамовичу Ганнибалу.

По IV-й ревизии 1782 года в селе было 187 душ мужского и 188 душ женского пола.

По V-й ревизии 1795 года — 211 душ мужского и 218 душ женского пола.
В Воскресенской церкви 28 сентября 1796 года венчались внучка А. П. Ганнибала Надежда Осиповна и Сергей Львович Пушкин — родители А. С. Пушкина.
Село Воскресенское из 100 дворов упоминается на «Топографической карте окрестностей Санкт-Петербурга» Ф. Ф. Шуберта 1831 года.

ВОСКРЕСЕНСКОЕ — село принадлежит Евдокимовой, подполковнице, при оном церковь деревянная во имя Воскресения Христа, число жителей по ревизии: 280 м. п., 297 ж. п. (1838 год)

Согласно карте Ф. Ф. Шуберта 1844 года село Воскресенское насчитывало 73 двора.
В 1845 году родственник владелицы мызы Суйда полковницы Евдокимовой, Н. С. Малиновский пообещал вместо деревянной церкви выстроить новую каменную, на что испросил церковный капитал.
В 1855 году он построил вторую временную деревянную церковь по образцу старой, а материал от разобранной первой церкви употребил для построек на мызе. К строительству каменной церкви не приступал.

ВОСКРЕСЕНСКОЕ — село госпожи Евдокимовой, по просёлочной дороге, число дворов — 73, число душ — 249 м. п. (1856 год)

Согласно «Топографической карте частей Санкт-Петербургской и Выборгской губерний» в 1860 году село Воскресенское насчитывало 108 крестьянских дворов.

ВОСКРЕСЕНСКОЕ (СУЙДА) — село владельческое при колодце, число дворов — 90, число жителей: 192 м. п., 271 ж. п.; Церковь православная. (1862 год)

Согласно карте 1879 года село Воскресенское состояло из 80 крестьянских дворов.
- План села Воскресенское. 1885 год

В 1885 году, согласно карте окрестностей Петербурга, село Воскресенское насчитывало 108 дворов, мыза Суйда располагалась немного южнее. Сборник же Центрального статистического комитета описывал село так:

ВОСКРЕСЕНСКОЕ — село бывшее владельческое, дворов — 73, жителей — 426; церковь православная, постоялый двор. (1885 год).

В конце XIX — начале XX века село административно относилось к Гатчинской волости 2-го стана Царскосельского уезда Санкт-Петербургской губернии.
В 1913 году село насчитывало 96 крестьянских дворов.
В 1916 году рядом со вторым «временным» храмом построили ещё одну церковь, тоже Воскресенскую, третью по счёту, а вторую обратили в часовню.
С 1917 по 1923 год село Воскресенское входило в состав Воскресенского сельсовета Гатчинской волости Детскосельского уезда.
С 1923 года в составе Гатчинского уезда.
Согласно данным переписи населения СССР 1926 года в селе Воскресенское Воскресенского сельсовета Троцкой волости Троцкого уезда проживали 689 человек, большинство русские, а также эстонцы, поляки и евреи.
В 1928 году население села Воскресенское составляло 690 человек.
- План села Воскресенское. 1931 год

Согласно данным топографической карты РККА Ленинградской области 1931 года село насчитывало 150 дворов.
По административным данным 1933 года село Воскресенское было центром Воскресенского сельсовета Красногвардейского района в который входили 5 населённых пунктов: деревни Ново-Кузнецово, Пижма, Погост, Суйдинская и само село Воскресенское, общей численностью населения 2292 человека.
По данным 1936 года в состав Воскресенского сельсовета входили 7 населённых пунктов, 341 хозяйство и 5 колхозов.
В помещении третьей церкви с 1937 года находился колхозный клуб.
В августе 1941 года от прямого попадания артиллерийского снаряда третья церковь сгорела.
Село было освобождено от немецко-фашистских оккупантов 27 января 1944 года.
В 1958 году население села Воскресенское составляло 616 человек.
Вторая церковь сгорела в 1964 году.
По данным 1966 и 1973 годов село входило в состав Воскресенского сельсовета, но не являлось его административным центром.
По данным 1990 года в состав Воскресенского сельсовета входили 8 населённых пунктов: деревни Мельница, Новокузнецово, Пижма, Погост; Суйда; посёлок при станции Суйда; село Воскресенское, общей численностью населения 3405 человек. Административным центром сельсовета был посёлок Высокоключевой (1562 чел.).
В 1997 году в селе проживали 157 человек, в 2002 году — 170 человек (русские — 98%), в 2007 году — 197, в 2010 году — также 197 человек.

## География
Село расположено в центральной части Гатчинского района на автодороге 41К-100 (Гатчина — Куровицы).
Расстояние до административного центра поселения, посёлка Кобринское — 7 км.
Расстояние до ближайшей железнодорожной платформы Суйда — 1 км.

## Демография
| 1782 | 1795 | 1838 | 1862 | 1885 | 1928 | 1958 |
| ---- | ---- | ---- | ---- | ---- | ---- | ---- |
| 375  | ↗429 | ↗577 | ↘463 | ↘426 | ↗690 | ↘616 |
| 1997 | 2007 | 2010 | 2014 | 2017 |      |      |
| ↘157 | ↗197 | →197 | ↗217 | ↗306 |      |      |

### Национальный состав
Согласно данным Всероссийской переписи населения 2021 года в селе проживали 146 человек, из них:
 русские — 118, азербайджанцы — 8, немцы — 6, цыгане — 5, марийцы — 2, башкиры — 1, карелы — 1, украинцы — 1 человек, остальные национальность не указали.

## Инфраструктура
На 2014 год в селе было учтено 82 домохозяйства.
Есть хозяйственный магазин.

## Транспорт
К западу от села расположена платформа Суйда железнодорожной линии Санкт-Петербург — Луга, по которой осуществляется пассажирское сообщение пригородными электропоездами.
Через село проходит автодорога 41К-100 (Гатчина — Куровицы), по которой осуществляется автобусное сообщение пригородными маршрутами:
- № 151 Гатчина — Сиверский
- № 151Д Гатчина — Дружная Горка
- № 534 Гатчина — Вырица

## Достопримечательности
- Церковь Воскресения Христова (четвёртая по счёту). Построена в 2001 году по проекту архитектора А. А. Сёмочкина на новом месте, неподалёку от кладбища, где стоял храм, сгоревший в 1964 году. На её колокольне установлен уцелевший при пожаре колокол, помнящий Пушкиных и Ганнибалов.
- Памятник погибшим воинам. Установлен на братском захоронении советских воинов, погибших в 1941—1944 годах. В братской могиле воины-ополченцы 2-го и 3-го полков 2-й гвардейской дивизии народного ополчения Ленинграда, защищавшие село Воскресенское в 1941 году. На стеле памятника установлены мраморные плиты с именами погибших советских воинов.
- В 2010 году открыт памятник Арине Родионовне Яковлевой.

## Фото
| - Памятник Арине Родионовне Яковлевой | - Церковь Воскресения Христова |

## Улицы
Новая, Центральная.